# 伊吹知勢
伊吹 知勢（いぶき ちせ、1906年（明治39年）10月2日 - 1983年（昭和57年）4月11日）は、日本の英文学者、お茶の水女子大学名誉教授。戦前に2つの日本の大学を卒業する。その後、渡米しカリフォルニア大学ロサンゼルス校英文科に学ぶ。帰国後、大学教授としてジェイン・オースティン、ヴァージニア・ウルフなどを研究・翻訳した。岡山県高梁市出身。

## 経歴

### 生い立ち
1906年（明治39年）岡山県上房郡高梁町（現：高梁市）の父・伊吹岩五郎、母・美志の四女として出生する。親戚には、群馬大学医学部教授の伊吹令人がいる。1923年（大正12年）3月、16歳のとき、地元の岡山県立順正高等女学校（現：岡山県立高梁高等学校家政科）を卒業する。
その後、私立東京女子大学へ進学し、1927年（昭和2年）地元の高梁基督教会にて洗礼を受ける。1928年（昭和3年）3月、21歳のときに、東京女子大学英語専攻部を卒業する。

### 女性教育者として
大学卒業後、直ぐに埼玉県にある本庄高等女学校で教諭見習いとなる。同年5月には、正式に教諭として採用される。この時代、女性教諭は非常に少なく貴重であった。同校で約10年勤務した後、1939年（昭和14年）4月、伊吹が32歳のとき、本庄高等女学校を休職する。同月に旧制東京文理科大学（現：筑波大学）英語学部英文学科へ入学し、1943年（昭和18年）9月、37歳で同大学を卒業する。
2度目の大学卒業後、同年、1943年10月、東京女子高等師範学校（現：お茶の水女子大学）助教授となる。その後、東京女子高等師範学校教授として勤務し、1949年（昭和24年）3月31日、東京女子高等師範学校は、お茶の水大学付属東京女子高等師範学校となる。付属校教授として勤務しながら、お茶の水女子大学大学講師を兼任する。加えて、当時女性の留学は大変珍しかったが、アメリカ大学婦人協会の奨学資金による第1回の留学生として、アメリカ名門大学であるカリフォルニア大学ロサンゼルス校に1年間留学する。
帰国後、1952年（昭和27年）3月31日、お茶の水女子大学東京女子高等師範学校が廃止され、お茶の水女子大学附属高等学校となり、新制高校へ移行すると、伊吹は、お茶の水女子大学の所属となり、お茶の水女子大学文教育学部講師となる。1953年（昭和28年）5月、お茶の水女子大学文教育学部助教授となり、1963年（昭和38年）11月、57歳のときに、お茶の水女子大学文教育学部教授となった。そして、お茶の水女子大学大学院人文科学研究科の担当となり、1972年（昭和47年）3月、65歳でお茶の水女子大学を定年退職する。
その後、伊吹のこれまでの大学への貢献が認められ、お茶の水女子大学名誉教授となる。お茶の水女子大学を退官したが、翌年、1973年から1978年まで、十文字女子短期大学教授となっている。
1983年（昭和57年）4月11日、肺繊維症のため死去。享年76歳であった。

## 略歴
- 1906年 岡山県上房郡高梁町で誕生
- 1923年 16歳で岡山県立順正高等女学校を卒業、東京女子大学へ進学
- 1927年 地元の高梁基督教会にて洗礼を受ける
- 1928年 21歳で東京女子大学英語専攻部を卒業
- 1928年5月 本庄高等女学校教諭となる
- 1939年4月 同校を休職し東京文理科大学英語学部英文学科へ入学
- 1943年9月 同大学を卒業
- 1943年10月 東京女子高等師範学校・助教授となる
- 1949年 カリフォルニア大学ロサンゼルス校英文科へ留学
- 1950年 留学から帰国
- 1953年5月 お茶の水女子大学文教育学部・助教授
- 1963年11月 57歳で同大学教授へ就任
- 1972年3月 65歳で同大学を退官
- 1972年8月 お茶の水大学名誉教授となる[5]
- 1973年4月 十文字女子短期大学教授へ就任
- 1977年 勲三等瑞宝章を受賞
- 1978年3月 71歳で同短大を退官
- 1983年4月 76歳で死去

## 著書
- 「オースティンとウルフ 伊吹知勢論文集」伊吹令人 1984.4　私家版
- 編「マンスフィールド　20世紀英米文学案内2」研究社出版 1972

## 翻訳
- 「分別と多感　エリナとメアリアン」 オースティン、新月社 1948、新版1952

共に復刻版で、文泉堂出版「ジェイン・オースティン著作集1・2」に収録
- 「高慢と偏見」 オースティン、「世界文学全集」講談社 1969、新版1975、講談社文庫 1972

グーテンベルク21（上・下、電子書籍）2013
- 「燈台へ」 ヴァージニア・ウルフ、みすず書房 1976、新装版1999
- 「オースティン」シルヴィア・タウンゼンド・ウォーナー、英文学ハンドブック「作家と作品12」研究社出版 1956、新版1983